# شبکه نینتندو
شبکه نینتندو (به انگلیسی: Nintendo Network) سرویس آنلاین نینتندو است که قابلیت آنلاین را برای کنسول‌های نینتندو ۳دی‌اس و وی یو و بازی‌های سازگار با آنها فراهم می‌کند.